# Круковський Олександр Йосипович
Олександр Йосипович Круковський (біл. Аляксандр Іосіфавіч Крукоўскі; 23 лютого 1901, с. Загалля, Любанський район, Мінська область — 2 серпня 1945, ГУЛАГ) — білоруський геолог, етнограф і історик.

## Біографія
Народився в багатодітній родині. Початкову освіту здобув у Загальській церковнопарафіяльній школі. Потім вступив до Слуцького духовного училища, яке закінчив на відмінно, але церковним служителем не став, оскільки мріяв працювати на просвітницькому терені. Вчителював у своєму селі, потім навчався на курсах білорусознавства в Мінську. В Мозирі викладав білоруську мову й літературу, працював в окружному відділі народної освіти. Був одним з найбільш активних ініціаторів розгортання краєзнавчого руху на Мозирщині. Протягом декількох років очолював правління окружного товариства краєзнавства, яке було кращим у Республіці. Товариство налічувало 39 місцевих краєзнавчих об'єднань, у яких перебувало понад 1100 членів.
Велику увагу О. Й. Круковський надавав збиранню усної народної творчості і матеріалів для географічних і діалектних словників. Ця робота розпочалася наприкінці 1926 р. Він склав інструкцію щодо збирання матеріалів для географічного словника «Мозирщина», який розіслано в усі районні краєзнавчі товариства. Словник повинен був зафіксувати і дати повний опис всіх поселень на території округи, урочищ, пагорбів, низин, річок, озер, ставків, майстерень, лісопилок, пам'ятників і т. д. Правління товариства отримало 320 оброблених відповідно до інструкції карток, через рік — ще 362. Ще більш масовий характер набуло збирання матеріалів для діалектного словника. До кінця 1927 р правління товариства мало картотеку, в яку було внесено 20 135 діалектних слів. О. Й. Круковський приступив до твору і в листопаді 1928р. словник Мозирщини на 10 тисяч слів надійшов до словникової комісії Інституту білоруської культури. Друкування його було відкладено, а рукопис загубився під час Другої світової війни.
У червні 1930 р. Круковського перевели до Мінська на посаду заступника директора Інституту геології та гідрогеології АН БРСР, де він займався дослідженням природних ресурсів Білорусі, переважно Прип'ятського Полісся. Результатом цієї діяльності з'явилася низка наукових робіт і краєзнавчих статей «Залізна руда на Мозирщині», «Корисні копалини», «Вапнякові породи Мозирщини», «Місто Мозир і його околиці» «Турів і його околиці» та інші.
У 1935 році. О. Й. Круковський працював директором Інституту геології та гідрогеології, потім інженером-консультантом в Управлінні водного господарства БРСР. Член ВКП(б) (до 1935 року).
Проживав у квартирі № 2 Будинку спеціалістів по вул. Радянській в Мінську. Був одружений, ростив дитину.
Заарештований 8 грудня 1936 року у власній квартирі. Засуджений «трійкою» НКВС 30.11.1937 за «контрреволюційну діяльність» до 10 років. І потрапив, імовірно, в Ухта-Печорський, потім Ухта-Іжемський або Печорський концтабори НКВС Комі АРСР. 3 1937 р. він — геолог-розвідник на будівництві залізниці в Бурят-Монголії.
Загинув 2 серпня 1945 року в ув'язненні. Реабілітований судовою колегією у кримінальних справах Верховного Суду БРСР 30.5.1956. особиста справа к. № 5949-з з фотографією зберігається в архіві КДБ Білорусі.